# Stikine River
Stikine er en flod med udspring i den nordlige del af British Columbia i Canada, men som efter hovedparten af sit løb munder ud i Stillehavet i den sydøstlige del af Alaska, USA. Den er ikke reguleret, og er vigtig for rekreation og friluftsliv. I Canada regnes den som en af de sidste «vilde» og uberørte floder i Britisk Columbia. I en længde af 72 kilometer har den udgravet «Grand Canyon of the Stikine». Hele flodsystemet er 610 km langt og har et afvandingsområde på 52.000 km².